# Tây Sulawesi
Tây Sulawesi (tiếng Indonesia: Sulawesi Barat, viết tắt và gọi tắt là Sulbar) là một tỉnh của Indonesia ở phía Tây đảo Sulawesi. Tỉnh này rộng 16.796,19 km² được thành lập từ năm 2004, tách ra từ tỉnh Sulawesi Selatan cũ. Tỉnh lỵ đặt ở huyện Mamuju. Tây Sulawesi còn 5 huyện nữa là Polewali Mandar, Mamasa, Majene, và Mamuju Utara. Kinh tế Tây Sulawesi dựa vào khai mỏ, nông nghiệp và đánh cá.